# Krvácení z pochvy mimo menstruaci

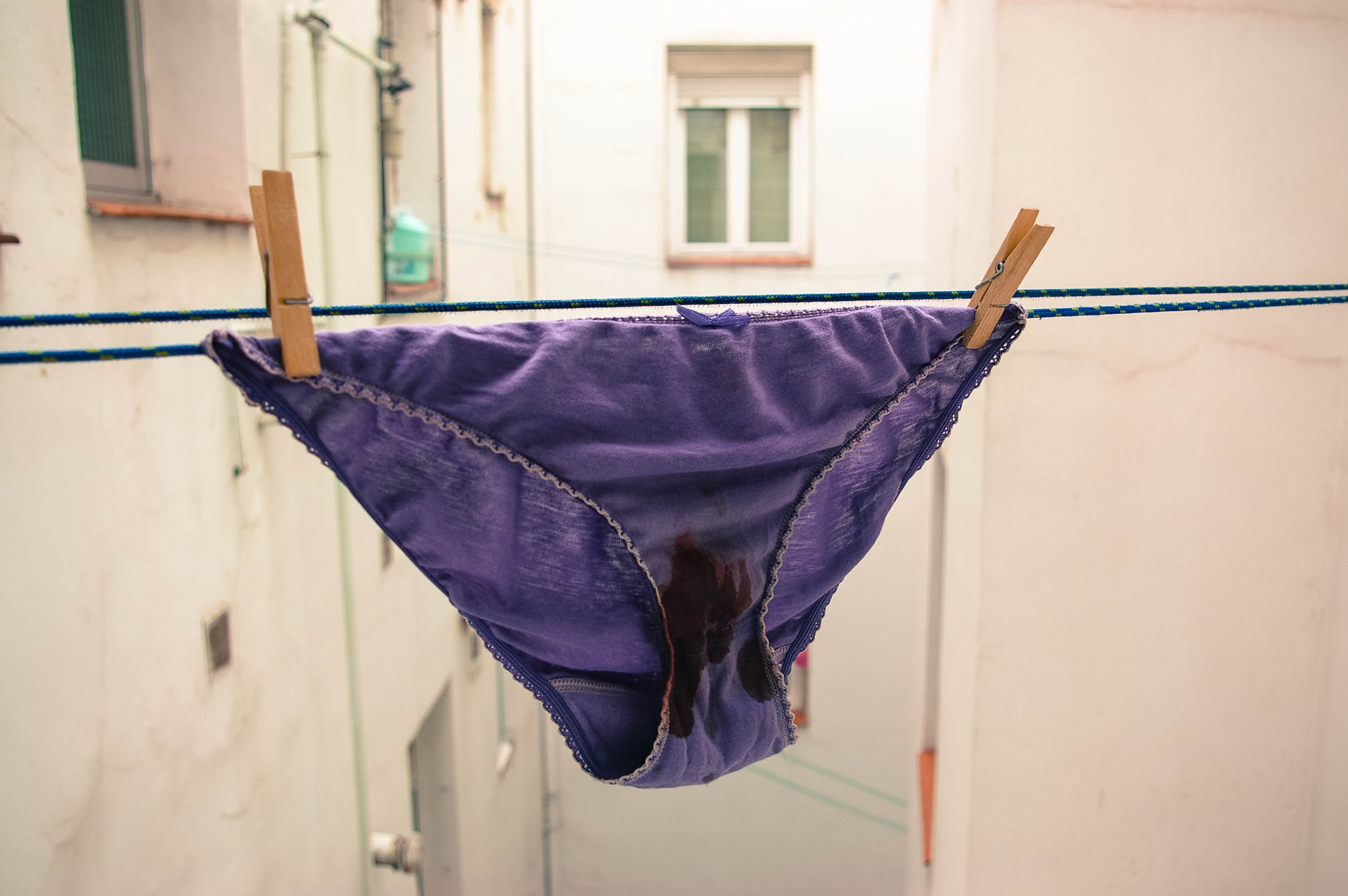
Krvácení z pochvy mimo menstruaci si žena nejčastěji všimne na spodním prádle.

Krvácení z pochvy mimo menstruační cyklus (nebo také intermenstruační krvácení či krvácení mimo cyklus) označuje jakékoli vaginální krvácení, které se objevuje u žen mimo pravidelný menstruační cyklus. Může mít různou podobu – od slabého špinění až po silnější krvácení – a může mít řadu příčin, od hormonálních výkyvů přes gynekologická onemocnění až po reakce na antikoncepci nebo známku těhotenství. Nejde o diagnózu, ale o příznak, jehož původ je nutné vždy individuálně vyšetřit. Ačkoli v některých případech není krvácení mimo cyklus nebezpečné, může také signalizovat závažnější stav, včetně nádorového onemocnění.

## Typy krvácení mimo menstruační cyklus
Krvácení z pochvy mimo menstruaci se obvykle dělí na tři základní typy podle okolností, za nichž dochází ke krvácení. Prvním z nich je intermenstruační krvácení, které nastává přibližně uprostřed menstruačního cyklu. V případě spontánního cyklu bez užívání hormonální antikoncepce bývá označováno jako ovulační krvácení, jež je způsobeno hormonálními výkyvy během plodných dnů. Toto krvácení zpravidla trvá 2 až 4 dny a může být doprovázeno bolestí. U žen užívajících hormonální antikoncepci může být krvácení důsledkem jejího sníženého vstřebávání v důsledku zvracení nebo průjmu, kdy dojde k poklesu hormonálních hladin.
Druhým typem je postkoitální krvácení, které se objevuje po pohlavním styku. Může být způsobeno drobným poraněním pochvy, děložního čípku nebo zevních rodidel, případně tzv. krvácením z průniku u žen užívajících antikoncepci. Opakované postkoitální krvácení však může signalizovat závažnější stavy, jako je zánět čípku děložního (cervicitis) nebo nádorové onemocnění této oblasti, a proto vyžaduje lékařské vyšetření. Krvácení po pohlavní styku může být výsledkem spontánního odlučování děložní sliznice (endometria). Tento jev může být vyvolán mechanickým podrážděním dělohy během styku, zejména pokud je endometrium zbytnělé nebo hormonálně nestabilní. Přestože se takové krvácení může jevit jako postkoitální, jeho původ je děložní a nikoli cervikální či vaginální.
Třetím typem je postmenopauzální krvácení, které se objevuje po ukončení menstruačního cyklu v důsledku poklesu hladiny estrogenů. Přechodné zvýšení hladiny těchto hormonů však může vyvolat krvácení různého trvání i intenzity. Vzhledem k možnému riziku nádorového onemocnění dělohy bývá v těchto případech doporučeno provedení diagnostických zákroků, jako je kyretáž nebo hysteroskopie.
Mezi další možné příčiny patří spontánní potrat, objevovat se může po interrupci nebo kyretáži, kdy dochází k odlučování tzv. očistků a postupnému návratu těla do stavu před těhotenstvím. Častým důvodem jsou také hormonální změny vyvolané užíváním gestagenní antikoncepce, zejména v prvních měsících po nasazení. K dalším nezhoubným příčinám patří děložní myomy, polypy, záněty, intrauterinní tělíska a adenomyóza. Závažnější příčinou mohou být zhoubné nádory děložního čípku, děložního těla nebo vzácně pochvy. Opakující se krvácení mimo cyklus je vždy důvodem k gynekologickému vyšetření, neboť může být prvním příznakem závažného onemocnění.